# 比利亚梅迪亚尼利亚
比利亚梅迪亚尼利亚，是西班牙卡斯蒂利亚-莱昂布尔戈斯省的一个市镇。总面积7平方公里，总人口25人（2001年），人口密度4人/平方公里。